# 1914 год в музыке

## События
- 15 октября — дебют тенора Беньямино Джильи в опере «Джоконда» Амилькаре Понкьелли, город Ровиго[1]
- Первая запись музыки в стиле калипсо сделана в Тринидаде и Тобаго[2]
- Первое издание книги Сесиля Форсайта «Orchestration»[3]

## Хиты
- «Aba Daba Honeymoon» Артура Коллинза и Байрона Харлана
- «Brindisi» из оперы «Травиата» в исполнении Энрико Карузо и Альмы Глюк
- «Ballin’ the Jack» Оркестра Принца
- «The Little Ford Rambled Right Along» Билли Мюррея

## Классическая музыка
- Джон Ольден Карпентер — симфоническая сюита «Приключения в детской коляске»
- Артур де Гриф — концерт для фортепиано № 1 в до-миноре
- Фредерик Делиус — соната для скрипки № 1
- Эрнст фон Донаньи — вариации на тему «Nursery Song»
- Марсель Дюпре — кантата «Психея»
- Джордже Энеску — симфония № 2 в ля-мажоре, опус 17
- Герберт Хауэллс — концерт для фортепиано № 1
- Чарльз Айвз — соната для скрипки № 3
- Николай Метнер — «Соната-баллада», опус 27
- Карл Нильсен — квинтет «Serenata in vano»
- Роджер Куилтер — «Детская увертюра»
- Сергей Прокофьев — концерт для скрипки № 1 в ре-мажоре; цикл из пяти пьес «Сарказмы»; «Гадкий утёнок» для голоса с фортепиано
- Морис Равель — фортепианное трио в ля-миноре
- Макс Регер — вариации и фуга на темы Моцарта
- Ральф Воан-Уильямс — симфония № 2 «Лондонская»
- Антон Веберн — соната для виолончели

## Опера
- Жюль Массне — «Клеопатра»
- Анри Рабо — «Маруф, сапожник из Каира»
- Хоакин Турина — «Марго»
- Габриэль фон Вайдич — «Ópium Álmok»
- Риккардо Дзандонаи — «Франческа да Римини»
- Рутланд Боугхтон — «Бессмертный час»
- Игорь Стравинский — «Соловей»

## Мюзиклы и ревю
- «Adele» — постановка лондонского Театра Веселья, премьера состоялась 30 мая
- «The Belle of Bond Street» — бродвейская постановка, премьера состоялась 30 марта в Театре Шуберта, было дано 48 представлений
- «Business as Usual» — премьера состоялась 16 ноября в лондонском театре «Ипподром»
- «Chin-Chin» — бродвейский мюзикл, премьера состоялась 20 октября в театре «Глобус», было дано 295 представлений
- «The Earl and the Girl» — возрождение лондонского мюзикла, первое представление — 4 ноября
- «The Girl from Utah» — бродвейская постановка, премьера состоялась в театре «Knickerbocker» 24 августа, было дано 120 представлений
- «The Lilac Domino» — бродвейский мюзикл, премьера состоялась в театре «На 44-й улице» 28 октября, было дано 109 представлений
- «Papa’s Darling» — бродвейский мюзикл
- «The Pretty Mrs Smith» — бродвейский мюзикл, премьера состоялась в театре «Casino» 21 сентября, было дано 48 представлений
- «Szibill» — премьера состоялась 27 февраля в Будапеште
- «Tonight’s The Night» — бродвейская постановка, премьера состоялась в Театре Шуберта 24 декабря, было дано 112 представлений
- «Wars of the World» — бродвейский мюзикл, премьера состоялась в нью-йоркском «Ипподроме» 5 сентября, было дано 229 представлений
- «Watch Your Step» — бродвейская постановка, премьера состоялась в Театре Нью-Амстердам в Нью-Йорке 8 декабря, было дано 175 представлений
- «When Claudia Smiles» — бродвейская постановка, премьера состоялась в театре «На 39-1 улице» 2 февраля, затем, начиная с 23 февраля, представления давались в нью-йоркском Лирическом театре, в общей сложности мюзикл выдержал 112 представлений

## Родились

### Январь
- 16 января — Барият Солтан Мурадова (ум. 2001) — советская и российская актриса и певица

### Февраль
- 3 февраля — Мэри Карлайл (ум. 2018) — американская актриса и певица
- 10 февраля — Ларри Адлер (ум. 2001) — американский джазовый исполнитель на губной гармонике
- 12 февраля — Текс Бенеке (ум. 2000) — американский джазовый певец, саксофонист и бэнд-лидер
- 18 февраля — Пи Ви Кинг (ум. 2000) — американский кантри-певец, музыкант и автор песен

### Март
- 5 марта — Филип Фаркас[англ.] (ум. 1992) — американский валторнист и музыкальный педагог
- 6 марта — Кирилл Кондрашин (ум. 1981) — советский дирижёр и музыкальный педагог
- 18 марта — Сезар Герра Пейши (ум. 1993) — бразильский композитор, дирижёр, музыковед и музыкальный педагог
- 21 марта — Поль Тортелье (ум. 1990) — французский виолончелист, композитор и музыкальный педагог
- 28 марта — Клара Петрелла[итал.] (ум. 1987) — итальянская оперная певица (сопрано)
- 30 марта — Сонни Бой Уильямсон I (ум. 1948) — американский блюзовый певец и исполнитель на губной гармонике

### Май
- 9 мая
  - Карло Мария Джулини (ум. 2005) ― итальянский симфонический и оперный дирижёр
  - Хэнк Сноу (ум. 1999) — канадский и американский кантри-певец и автор песен
- 14 мая — Йиржина Седлачкова (ум. 2002) — чехословацкая и чешская актриса, певица и модель
- 17 мая — Гвидо Мазанец (ум. 2015) — немецкий композитор и дирижёр
- 18 мая — Борис Христов (ум. 1993) — болгарский оперный певец (бас)
- 26 мая — Зигги Эльман[англ.] (ум. 1968) — американский джазовый трубач
- 31 мая — Акира Ифукубэ (ум. 2006) — японский композитор

### Июнь
- 1 июня
  - Исидор Бурдин (ум. 1999) — советский и молдавский скрипач-лэутар, дирижёр, композитор и музыкальный педагог
  - Герц Цомык (ум. 1981) — советский виолончелист и музыкальный педагог
- 3 июня — Айрис дю Пре[англ.] (ум. 1985) — британская пианистка, композитор, дирижёр и музыкальный педагог
- 12 июня — Билл Кенни[англ.] (ум. 1978) — американский певец, вокалист группы The Ink Spots
- 14 июня — Ия Фешина (ум. 2002) — американская натурщица, балерина, арт-терапевт и искусствовед русского происхождения
- 19 июня — Лестер Флэтт[англ.] (ум. 1979) — американский кантри-певец, гитарист и автор песен, участник дуэта Flatt and Scruggs[англ.]

### Июль
- 2 июля — Фредерик Феннелл[англ.] (ум. 2004) — американский дирижёр
- 5 июля — Жорж де Годзинский (ум. 1994) — финский композитор, дирижёр и пианист российского происхождения
- 8 июля — Билли Экстайн (ум. 1993) — американский джазовый певец и трубач
- 23 июля — Михаил Александрович (ум. 2002) — латвийский и советский камерный певец (тенор)
- 24 июля — Риккардо Малипьеро (ум. 2003) — итальянский композитор, пианист и музыкальный педагог
- 26 июля
  - Ральф Блэйн[англ.] (ум. 1995) — американский композитор, автор песен и музыкант
  - Эрскин Хоукинс[англ.] (ум. 1993) — американский джазовый трубач, композитор и бэндлидер

### Август
- 10 августа — Витольд Малцужиньский[пол.] (ум. 1977) — польский пианист
- 23 августа — Бюлент Тарджан (ум. 1991) — турецкий композитор
- 28 августа — Гленн Оссер[англ.] (ум. 2014) — американский музыкант, аранжировщик и автор песен

### Сентябрь
- 12 сентября — Эдди Ховард[англ.] (ум. 1963) — американский певец и бэнд-лидер
- 24 сентября
  - Гарри Винтер (ум. 2001) — австрийский певец
  - Анджей Пануфник (ум. 1991) — польский и британский композитор и дирижёр
- 25 сентября — Роберт Райт[англ.] (ум. 2005) — американский композитор и поэт-песенник

### Октябрь
- 5 октября — Николай Орлов (ум. 2001) — американский артист балета, балетмейстер и балетный педагог российского происхождения
- 7 октября — Альфред Дрейк[англ.] (ум. 1992) — американский актёр и певец
- 10 октября — Айвори Джо Хантер[англ.] (ум. 1974) — американский блюзовый певец, автор песен и пианист
- 12 октября — Леон Поммерс (ум. 2001) — американский пианист российского происхождения
- 30 октября — Мариус Флотхёйс (ум. 2001) — нидерландский композитор и музыковед
- 31 октября
  - Хуго Лепнурм (ум. 1999) — советский и эстонский органист, композитор и музыкальный педагог
  - Тереза Рампацци (ум. 2001) — итальянская пианистка, композитор и музыкальный педагог

### Ноябрь
- 15 ноября — Хорхе Болет (ум. 1990) — американский пианист и дирижёр кубинского происхождения

### Декабрь
- 2 декабря — Адольф Грин (ум. 2002) — американский поэт-песенник и драматург
- 3 декабря — Ирвинг Файн (ум. 1962) — американский композитор и музыкальный педагог
- 7 декабря — Альберто Кастильо (ум. 2002) — аргентинский певец и актёр
- 14 декабря — Розалин Тюрек (ум. 2003) — американская пианистка
- 23 декабря — Дезидер Кардош[словац.] (ум. 1991) — чехословацкий композитор
- 28 декабря — Попс Стэплс (ум. 2000) — американский музыкант и автор песен, вокалист и гитарист группы The Staple Singers

### Без точной даты
- Рита Ампадзи[греч.] (ум. 1969) — греческая певица
- Мара Себрионски Двонх (ум. 2001) — американская скрипачка
- Ян Хукриде (ум. 2002) — нидерландский пианист и музыкальный деятель

## Скончались

### Январь
- 5 января — Франсуа Селье[англ.] (64) — британский дирижёр и композитор
- 23 января — Джордж Вашингтон Джонсон[англ.] (67) — американский певец

### Март
- 1 марта — Тур Аулин (47) — шведский скрипач, дирижёр и композитор
- 18 марта — Джузеппе Буонамичи (68) — итальянский пианист и музыкальный педагог
- 31 марта — Губерт фон Геркомер (64) — британский художник, режиссёр и композитор немецкого происхождения
- без точной даты — Михаил Ашкинази (62) — русский и французский писатель, переводчик, критик и журналист, популяризатор русской литературы и классической музыки

### Апрель
- 21 апреля — Франц Бриксель (62) — австрийский музыкальный педагог

### Май
- 3 мая — Карл Кёллинг (83) — немецкий композитор и пианист
- 10 мая
  - Лиллиан Нордика (56) — американская оперная певица (сопрано)
  - Эрнст фон Шух (67) — австрийский дирижёр
- 22 мая — Карл Аттенхофер (77) — швейцарский композитор, хоровой дирижёр и музыкальный педагог

### Июнь
- 26 июня — Константин Михайлов-Стоян (61) — болгарский оперный певец (лирико-драматический тенор), оперный режиссёр и музыкальный педагог

### Июль
- 13 июля — Анджей Хлавичка[пол.] (48) — польский музыковед и этнограф
- 15 июля
  - Эдмунд Пэйн[англ.] (50) — британский актёр, комедиант и певец
  - Арвид Фредерик Эдман (63) — шведский оперный певец (тенор)
- 23 июля — Гарри Эванс[англ.] (41) — валлийский музыкант, дирижёр и композитор

### Август
- 7 августа — Болеслав Дембиньский[пол.] (81) — польский композитор, органист и дирижёр
- 11 августа — Эмиль Фишер[нем.] (76) — немецкий оперный певец (баритон, бас-баритон)
- 18 августа — Анна Есипова (63) — русская пианистка и музыкальный педагог
- 28 августа — Анатолий Лядов (59) — русский композитор, дирижёр и музыкальный педагог

### Сентябрь
- 3 сентября — Альберик Маньяр (49) — французский композитор, дирижёр, музыкальный критик и педагог
- 13 сентября — Роберт Хоуп-Джонс[англ.] (55) — британский музыкант, изобретатель театрального органа
- 23 сентября — Александр Винтербергер (80) — немецкий органист и композитор

### Октябрь
- 22 октября — Шарль Вильфрид де Берио (81) — французский пианист, композитор и музыкальный педагог
- 28 октября — Рихард Хойбергер (64) — австрийский музыкальный критик, композитор и дирижёр

### Ноябрь
- 9 ноября — Жан-Батист Фор (84) — французский оперный певец (баритон) и композитор
- 17 ноября — Фёдор Андриевский (59/60) — русский оперный певец (бас) и вокальный педагог
- 28 ноября — Оскар Буландер (73) — шведский пианист и музыкальный педагог

### Декабрь
- 14 декабря — Джованни Сгамбати (73) — итальянский пианист, дирижёр и композитор
- 16 декабря — Иван Зайц (82) — хорватский композитор, дирижёр и музыкальный педагог
- 25 декабря — Бернхард Ставенхаген (52) — немецкий пианист, композитор, дирижёр и музыкальный педагог

### Без точной даты
- Аралбай Онгарбекулы (59/60) — казахский акын